# Adrianne Lenker
Adrianne Elizabeth Lenker, née le 9 juillet 1991 à Indianapolis, est une musicienne et auteure-compositrice-interprète américaine. Elle est notamment reconnue comme l’interprète et guitariste du groupe de rock indépendant Big Thief.

## Biographie
Originaire d’Indianapolis, Adrianne Elizabeth Lenker est élevée dans une secte chrétienne jusqu'à l'âge de 6 ans, avant d’emménager dans le Minnesota. Ses parents louent des maisons à Coon Rapids, Nisswa puis Bloomington, avant de s'installer à Plymouth, où elle vit pendant près de dix ans. La famille passe un été à voyager dans le Midwest et à vivre dans une camionnette Ford bleue. 
Adrianne Lenker compose sa première chanson à l'âge de 8 ans, et enregistre Stages of the Sun, un premier album âgée de 13 ans. Ses autres intérêts incluent l'étude du taekwondo. Elle est notamment championne d'État de karaté trois années de suite. Bien qu’elle ne fréquente pas le lycée, l’adolescente reçoit ses examens du General Educational Development (GED) à l'âge de 16 ans. Elle intègre ensuite le Berklee College of Music grâce à une bourse d'études émise par Susan Tedeschi du Tedeschi Trucks Band. 

## Carrière musicale
En 2006, Adrianne Lenker publie son premier album solo intitulé Stages of the Sun. En 2014, la musicienne édite un second album Hours Were the Birds chez Saddle Creek Records. Elle a également sorti deux EPs avec Buck Meek (a-sides et b-sides),  futur camarade de groupe Big Thief.
En 2015, l'artiste forme le groupe Big Thief aux côtés de son ancien mari Buck Meek, qu’elle rencontre le premier jour de son déménagement à New York,. Les musiciens sont rejoints par le bassiste Max Oleartchik et le batteur James Krivchenia. Le premier album de la formation Masterpiece sort le 27 mai 2016,.
Le 5 octobre 2018, Adrianne Lenker relance sa carrière solo avec la sortie de son troisième album, Abysskiss,,.
En octobre 2020, elle sort simultanément sur le label 4AD deux albums intitulés Songs et Instrumentals.

## Discographie

### Albums studio
- 2006 : Stages of the Sun (Auto-production)
- 2014 : Hours Were the Birds (Saddle Creek Records)
- 2018 : Abysskiss (Saddle Creek Records)
- 2020 : Songs and Instrumentals (4AD)
- 2024 : Bright Future (4AD)

### Compilations et Albums en public
- 2025 : Live at Revolution Hall (4AD)

### Collaborations
avec Buck Meek
- 2018 : A-Sides and Besides (Saddle Creek Records) (Réédition des 2 EP sortis en 2014)